# أوسكار ميغيز
أوسكار ميغيز (بالإسبانية: Óscar Míguez) هو لاعب كرة قدم من الأوروغواي، لعب في كأس العالم 1950 وساهم في فوز فريقه بالبطولة وقتها.

## روابط خارجية
- أوسكار ميغويز على موقع الاتحاد الدولي (مؤرشف)  (الإنجليزية)
- أوسكار ميغويز على موقع قاعدة بيانات كرة القدم.إي يو (الإنجليزية)
- أوسكار ميغويز على موقع ناشيونال فوتبول تيمز (الإنجليزية)
- أوسكار ميغويز على موقع عالم كرة القدم.نت (الإنجليزية)